# Francesco Daverio
Francesco Daverio, né le 3 avril 1815 à Varèse, et mort le 3 juin 1849 à Rome, est un patriote de l'unification de l'Italie.

## Biographie
Francesco Daverio est né le 3 avril 1815 à Varèse, du riche fermier Giovan Battista et de sa femme, Maria Cerutti. Il a terminé ses études pré-universitaires à Parabiago et Varèse.